# Station Fromental
Station Fromental is een spoorweghalte in de Franse gemeente Fromental op de spoorlijn Les Aubrais-Orléans - Montauban-Ville-Bourbon.
Het wordt bediend door de treinen van de netwerken TER Centre-Val-de-Loire en TER Nouvelle-Aquitaine.